# Mariades
Mariades (též Mareades či Cyriades) († 253) byl bohatý antiochijský občan, který kvůli zpronevěře veřejných peněz uprchl roku 253 do Persie a nabídl tam králi Šápúrovi, že mu bude ukazovat cestu při jeho tažení do římské říše.
Toto tažení bylo pro římský východ skutečnou pohromou – Peršané při něm vyplenili několik desítek římských měst včetně Antiochie nad Orontem a deportovali odtud tisíce obyvatel. Sám Mariades se na sklonku Gallovy vlády dostal za nejasných okolností do rukou krajanů, byl souzen a potom zaživa upálen. Zprávy o tom, že ho na Východě krátce uznávali za císaře, nejsou věrohodné, přesto však někteří badatelé řadí Mariada mezi římské uzurpátory.